# John Dickman
John Alexander Dickman (* 17. Mai 1864; † 10. August 1910) war ein Engländer, der wegen Mordes erhängt wurde.
Dickman wurde wegen Mordes an John Nisbet, der während einer Zugfahrt am 18. März 1910 zwischen Newcastle-on-Tyne und Alnmouth verübt wurde, verurteilt. Nisbet wurde vom Schaffner mit fünf Schusswunden in einem Zugabteil tot gefunden; seine Tasche war gestohlen.
Am 6. Juli desselben Jahres wurde Dickman verurteilt und am 10. August gehängt, obwohl es Zweifel gab. Der Schriftsteller C. H. Norman gehörte zu denjenigen, die von Dickmans Unschuld überzeugt waren.
Der Fall wurde 1976 Episode Murder on the 10.27 in der britischen Fernsehserie Second Verdict aufgerollt, in der historische Kriminalfälle von fiktionalen Ermittlern neu untersucht wurden, darunter die Entführung des Lindbergh-Babys und der Reichstagsbrand.